# Episodi di Catastrofici castori (seconda stagione)
La seconda stagione della serie animata Catastrofici castori, composta da 13 episodi (25 segmenti), è stata trasmessa negli Stati Uniti, da Nickelodeon, dal 1º marzo al 21 novembre 1998.
In Italia la stagione è stata trasmessa su Rai 2.
| nº  | Titolo originale                         | Titolo italiano              | Prima TV USA      | Prima TV Italia |
| --- | ---------------------------------------- | ---------------------------- | ----------------- | --------------- |
| 1a  | Beaver Fever                             | Stelle del pop               | 1° marzo 1998     |                 |
| 1b  | Same Time Last Week                      | Di nuovo la settimana scorsa | 1° marzo 1998     |                 |
| 2a  | Kandid Kreatures                         | Creature caramellate         | 8 marzo 1998      |                 |
| 2b  | Fakin' It                                | Malati immaginari            | 8 marzo 1998      |                 |
| 3a  | Muscular Beaver 2                        | Mega bicipite 2              | 15 marzo 1998     |                 |
| 3b  | Stump Looks for His Roots                | Ceppo in cerca di radici     | 15 marzo 1998     |                 |
| 4a  | Tree of Hearts                           | Il ritorno di Alberoinfiore  | 22 marzo 1998     |                 |
| 4b  | Dag for Night                            | Castori Cinefili             | 22 marzo 1998     |                 |
| 5a  | Un-Barry-ble                             |                              | 5 aprile 1998     |                 |
| 5b  | Another One Bites the Musk               |                              | 5 aprile 1998     |                 |
| 6a  | The Mighty Knot-Head                     |                              | 26 aprile 1998    |                 |
| 6b  | Pond Scum                                |                              | 26 aprile 1998    |                 |
| 7a  | Utter Nonsense                           | Duello al primo fiato        | 19 luglio 1998    |                 |
| 7b  | Endangered Species                       | A rischio di estinzione      | 19 luglio 1998    |                 |
| 8a  | Lumberjack's Delight                     | Arrivano i taglialegna       | 16 agosto 1998    |                 |
| 8b  | Zooing Time                              | Paradiso in gabbia           | 16 agosto 1998    |                 |
| 9a  | Friends, Romans, Beavers!                | Due castori americani a Roma | 27 settembre 1998 |                 |
| 9b  | Big Round Sticky Fish Thingy             | Tanto va il castoro all'uovo | 27 settembre 1998 |                 |
| 10  | The Day the World Got Really Screwed Up! | Castori contro alieni        | 26 ottobre 1998   |                 |
| 11a | If You In-Sisters                        | Arrivano le sorelline        | 7 ottobre 1998    |                 |
| 11b | Alley Oops                               | Momenti di gloria            | 7 ottobre 1998    |                 |
| 12a | Open Wide for Zombies                    | Casa degli Zombie            | 14 novembre 1998  |                 |
| 12b | Dumbwaiters                              | Camerieri maldestri          | 14 novembre 1998  |                 |
| 13a | Sans-a-Pelt                              |                              | 21 novembre 1998  |                 |
| 13b | Gonna Getcha                             | Quando meno te l'aspetti     | 21 novembre 1998  |                 |